# 3Xtreme
3Xtreme là một trò chơi điện tử thuộc thể loại đua xe do hãng Sony phát triển và 989 Sports phát hành cho hệ máy PlayStation vào năm 1999. Phiên bản thứ ba này giờ chỉ còn lại ba môn thể thao mạo hiểm là trượt ván, trượt băng và đi xe đạp vẫn với mục tiêu về đích trước người chơi đối thủ máy như hai bản tiền nhiệm. Tuy nhiên, không giống như 1Xtreme và 2Xtreme, các nhân vật của 3Xtreme được tạo thành từ các đa giác giúp đồ họa tăng phần chi tiết trái ngược với sprite (chỉ những vật thể có thể di chuyển và tương tác trong game) như trong các bản cũ. Một sự lựa chọn thiết kế như vậy lại hiến đồ họa thêm phần bất lợi, chẳng hạn như trò chơi phải chịu đựng sự chậm dần thường xuyên khi có nhiều hơn một người chơi xuất hiện trên màn hình. Ngoài các nhân vật cũ khác trong game, khi người chơi về nước còn được cho một mật mã giúp mở khóa những nhân vật mới như người ngoài hành tinh và những chiếc xe nhỏ điều khiển tự động.